# Lijst van spelers van NK Domžale
Deze lijst omvat voetballers die bij de Sloveense voetbalclub NK Domžale spelen of gespeeld hebben. De spelers zijn alfabetisch gerangschikt.

## A
- Janez Aljančič
- Tadej Apatič
- Florent Aziri

## B
- Izidor Balažič
- Diego Barrios
- Jože Benko
- Adnan Bešič
- Franci Biček
- Peter Binkovski
- Danijel Brezič
- Blaž Brezovački
- Darko Brljak
- Branko Bučar

## C
- Džengis Čavuševič
- Sebastjan Cimirotič
- Nik Cimprič
- Alen Čoralič

## D
- Bogomir Deisinger
- Lamin Diallo
- Darko Djukic
- Dejan Djuranovic
- Marko Drevenšek
- Oskar Drobne
- Slaviša Dvorančič

## E
- Luka Elsner

## F
- Ivan Filipovič
- Željko Filipovič

## G
- Drago Gabrić
- Dejan Grabic
- Luka Gresak

## H
- Denis Halilović
- Samir Handanovič
- Rok Hanžič
- Mihael Hertelendi
- Lucas Horvat

## I
- Sunday Ibeji
- Branko Ilić

## J
- Siniša Janković
- Erik Janža
- Aleš Jeseničnik
- Jhonnes
- Siniša Jukic
- Juninho
- Plumb Jusufi

## K
- Aleš Kačičnik
- Darko Karapetrovic
- Andraž Kirm
- Miha Kline
- Ivan Knezović
- Dinnyuy Kongnyuy
- Nace Kosmač
- Anze Kosnik
- Sasa Kostic
- Saša Kovjenič
- Amer Krcič

## L
- Zlatan Ljubijankič
- Tim Lo Duca
- Marko Lunder

## M
- Murilo Maccari
- Darijan Matić
- Denis Mesanovic
- Željko Mitrakovič
- Blaž Mohar

## N
- Dejan Nemec
- Nikola Nikezic
- Miha Novak

## P
- Damir Pekič
- Janez Perme
- Blažo Perutović
- Jaroslav Peskar
- Zan Peterca
- Jalen Pokorn
- Aleš Poplatnik
- Nenad Protega
- Simon Prudic

## R
- Ermin Rakovič
- Roy Rudonja
- Amir Ruznic

## S
- Rauno Sappinen
- Matic Seferovič
- Nezbedin Selimi
- Borut Semler
- Mato Šimunovič
- Jernej Smukavec
- Miha Šporar
- Dalibor Stevanovič
- Dalibor Stojanovič
- Janez Strajnar
- Robert Stranjak
- Jaka Stromajer
- Jani Šturm
- David Sviben

## T
- Dalibor Teinovič
- Tadej Tomažič
- Darko Topič
- Sani Trgo

## V
- Velimir Varga
- Nejc Vidmar
- Jovan Vidovič
- Alen Vučkič
- Haris Vučkić
- Muamer Vugdalič
- Slobodan Vukovljak

## Z
- Dario Zahora
- Mitja Zatkovič
- Janez Zavrl
- Darko Zec
- Zoran Zeljkovič
- Drazen Zezelj
- Sead Zilic
- Luka Zinko